# Dean Haglund

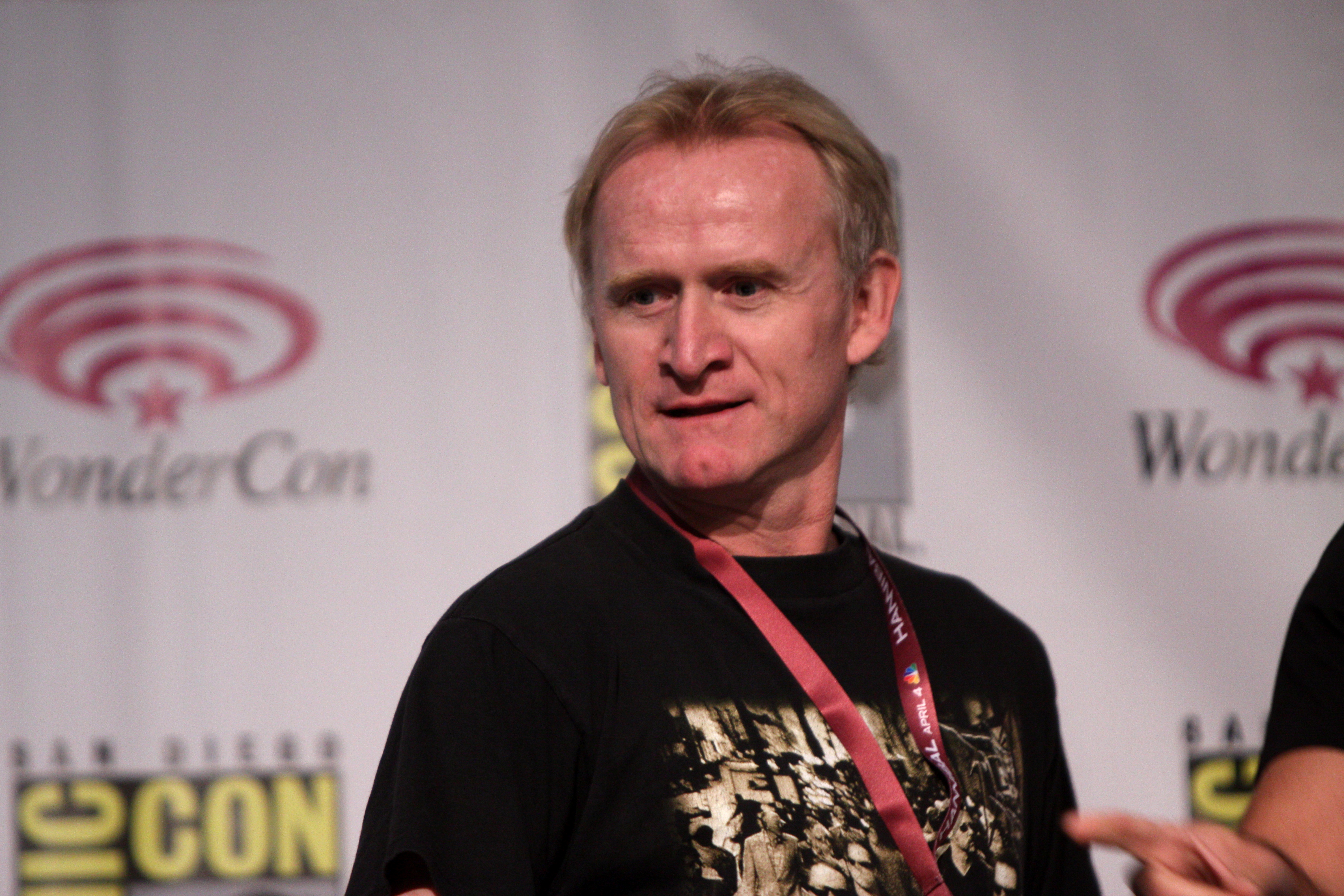
Dean Haglund (2013)

Dean Haglund (* 29. Juli 1965 in Oakbank, Manitoba) ist ein kanadischer Schauspieler. Größere Bekanntheit erreichte er durch die Darstellung des Richard „Ringo“ Langly in der US-amerikanischen Serie Akte X – Die unheimlichen Fälle des FBI.

## Leben und Karriere
Dean Haglund ist der Sohn eines Statikers. Er ist der Erfinder des Chill Pak, eines externen Kühlprodukts für Laptops. Haglund tritt immer wieder in Fernsehserien auf und betätigt sich als Synchronsprecher. Unter anderem hatte er einen Gastauftritt in Bones – Die Knochenjägerin. Seine bekannteste Rolle ist die des Richard Langly in der Serie Akte X, die er auch in dessen Spin-off Die einsamen Schützen verkörperte. Momentan präsentiert Haglund den Chillpak Hollywood Hour Podcast, wo er zusammen mit dem Filmemacher Phil Leirness über aktuelle Themen in Hollywood diskutiert. Zudem ist Haglund Beirat des Sci-Fests, des jährlichen Science-Fiction Ein-Akt-Drama Festivals in Los Angeles.

## Filmografie

### Kino
- 1998: Akte X – Der Film (The X-Files)
- 2000: Tom Sawyer (Stimme)
- 2004: Spectres

### TV
- 1992, 1994: Der Polizeichef (The Commish, 2 Episoden)
- 1994–2002, 2018: Akte X – Die unheimlichen Fälle des FBI (The X-Files, 36 Episoden)
- 1995: Sliders – Das Tor in eine fremde Dimension (Sliders, Episode 1x02)
- 1998: Liebling, ich habe die Kinder geschrumpft (Honey, I Shrunk the Kids: The TV Show, Episode 1x22)
- 1998–1999: RoboCop: Alpha Commando (40 Episoden, Stimme)
- 1999: Hör mal, wer da hämmert (Home Improvement, Episode 8x17)
- 2001: Die einsamen Schützen (The Lone Gunmen, 13 Episoden)
- 2010: Bones – Die Knochenjägerin (Bones, Episode 5x11)
- 2011: Femme Fatales (Fernsehserie, 1 Episode)